# Weltuntergang (1984)
Weltuntergang ist ein deutsch-österreichischer Fernsehfilm über das Attentat von Sarajevo und die dadurch ausgelöste Julikrise, die zum Ausbruch des Ersten Weltkriegs führte.

## Handlung
Der Film beginnt mit der Fahrt des österreichischen Thronfolgers Erzherzog Franz Ferdinand und dessen Frau Herzogin Sophie von Hohenberg durch Sarajewo, die Hauptstadt des 1908 durch Österreich-Ungarn annektierten Bosnien. Ein Bombenattentat auf den Wagen des Paares scheitert, später werden beide jedoch durch einen anderen Attentäter erschossen. Einer der vielen Zuschauer am Straßenrand ist der Jurist Leo Pfeffer mit seiner Frau Alma und seiner Tochter Anna. Pfeffer wird als Untersuchungsrichter eingesetzt und soll die festgenommenen Attentäter verhören. Seine Vorgesetzten sowie die Regierung in Wien erhoffen sich Beweise dafür, dass die Attentäter im Auftrag der Regierung Serbiens gehandelt hätten. Dafür findet Pfeffer aber zunächst keine Anhaltspunkte.
Pfeffer bekommt Besuch von dem US-Amerikaner Robert Lewis, einem entfernten Verwandten seiner Frau, der als Korrespondent der New York Times über die Vorgänge in Sarajewo berichten soll. Er kann Pfeffer überreden, bei einem der Verhöre anwesend sein zu dürfen. Robert und Pfeffers Tochter Anna kommen sich näher, ihre Beziehung wird jedoch durch den Beginn des Kriegs und Roberts Abreise unterbrochen.
In den europäischen Hauptstädten Berlin, Wien, Moskau und London beginnen die diplomatischen und strategischen Winkelzüge sowie die Planungen zur Mobilmachung. Die Zuspitzung der Lage wird verdeutlicht, indem der Film in mehreren Szenen die Gespräche in den Amtszimmern von Kaiser Franz Joseph, Kaiser Wilhelm II., Zar Nikolaus II. und zwei englischen Diplomaten hintereinanderschneidet.
Währenddessen gerät Pfeffer immer mehr unter Druck, der Regierung die erwarteten Beweise zu liefern. Er arbeitet bis tief in die Nacht, worunter auch sein Familienleben leidet. Das Außenministerium schickt Friedrich Wiesner nach Sarajewo. Am Ende kann Pfeffer nicht verhindern, dass Wiesner sich aus den Berichten und Verhörprotokollen nur die für ihn passenden Informationen heraussucht, um der Regierung einen Anlass für eine Kriegserklärung gegen Serbien zu liefern.

## Produktion
Weltuntergang basiert auf dem Roman Der letzte Sonntag – Bericht über das Attentat von Sarajewo von Milo Dor und ist eine Koproduktion zwischen dem NDR, dem ORF und TeleCulture, hergestellt von der Fernsehfilmproduktion Dr. Heinz Scheiderbauer Wien. Der Film wurde in Wien und Payerbach-Reichenau gedreht. Die Erstausstrahlung im deutschen Fernsehen war am 1. Juli 1984.